# Cynon fab Clydno
Cynon fab Clydno ['kɘnon vaːb 'klɘdno] ist der Name eines Fürsten, der in einigen walisischen Sagen genannt wird. Vom Keltologen Ifor Williams wird er mit Clydno Eiddin, einem Fürsten aus dem Hen Ogledd (walisisch: „der alte Norden“) gleichgesetzt, wobei Eiddyn der kumbrische Name Edinburghs ist.

## Mythologie
Im Y Gododdin („die Gododdin“) wird Cynon fab Clydno als einer der Anführer jener 300 Krieger genannt, die unter den Fürsten Rhydderch Hael, Urien von Rheged und anderen gegen die Angelsachsen in der Schlacht von Catraeth (Cataractonium, Catterick, Yorkshire) kämpfen und fallen.
In der Erzählung Iarlles y Ffynnawn („Die Brunnengräfin/Herrin der Quelle“), einer der Y Tair Rhamant („Die drei Romanzen“), wird er als Ritter am Hofe von König Artus genannt, der durch seine Erzählung über die mystische Quelle die Handlung einleitet.
„Und ich folgte dem Weg, bis ich zur Höhe des Hügels kam, und von dort sah ich alles, wie es mir der Schwarze gesagt hatte. Und ich gelangte zu dem Baum, und ich erblickte den Brunnen darunter und daneben den Marmorstein und an der Kette die Silberschale.“
In den Trioedd Ynys Prydein („Walisische Triaden“) wird von seiner Liebe zu Morfudd ferch Urien, der Tochter des oben genannten Königs Urien, berichtet. Allerdings wurde außer dieser Erwähnung bisher keine walisische Sage zu diesem Thema gefunden.